# Ясміна Хадра
Ясміна Хадра, також Ясміна Кадра (псевдонім араб. يسمينة خضراء, Мохаммед Мулессегуль‎‎, *10 січня 1955, Кенадса, Алжир) — алжирський письменник, що пише французькою мовою, мешкає у Франції.
Мулессегуль, офіцер Алжирського війська, свої перші твори друкував під власним іменем. У 1989 році, коли в Алжирі почалися заворушення, він взяв за псевдонім за ім'я дружини, щоб уникнути проблем військової цензури. Анонімність дозволило йому публікувати свої власні тексти, і допомогла уникнути проблем під час громадянської війни, що відбувалася в Алжирі.
Мулессегуль показав свою справжню ідентичність тільки в 2001 році, після звільнення з армії у 2000 році, коли емігрував до Франції.

## Творчість
Перші його твори опусували буденне життя Алжиру. Далі він став зображувати картини насилля в Алжирі, а потім почав писати про події в Палестині та Іраку.
У 2004 році Newsweek оголосив його одним з небагатьох письменників, в змозі показати сенс насильства в сучасному Алжирі.
Його роман, Ластівки Кабула, Афганістан, розповідає про режим талібів та був серед фіналістів Дублінської літературної премії.
Його твори перекладені на 43 мови світу.

### Твори
- 2011 L'Équation africaine
- 2008 Ce que le jour doit à la nuit
- 2006 Les Sirénes de Bagdad
- 2005 L'attentat
- 2004 La part du mort
- 2002 Les hirondelles de Kaboul
- 2002 L'imposture des mots
- 2001 L’écrivain (Автобіографія)
- 1999 À quoi rêvent les loups (Про що мріють вовки)
- 1998 Les agneaux du Seigneur (Божі ягнята)
- Алжир — Трилогія
  - 1997 Morituri
  - 1997 Double blanc
  - 1998 L'automne des chimères
- 1993 La Foire des Enfoirés (Опубліковано під псевдонімом «Комісар Ллоб»)
- 1990 Le dingue au bistouri (Опубліковано під псевдонімом «Комісар Ллоб»)
- 1989 Le privilège du phénix (Опубліковано під псевдонімом «Комісар Ллоб»)
- 1988 De l'autre côté de la ville
- 1986 El Kahira — cellule de la mort
- 1985 La fille du pont
- 1984 Houria
- 1984 Amen

### Твори, перекладені українською
- Ясміна Хадра. Те, що день винен ночі. Пер. з фр. Ганни Малець. — Київ: «Університетське видавництво ПУЛЬСАРИ», 2016.

## Відзнаки
- 2006 Prix Découverte, Prix Tropiques та Prix des Libraires (Приз продавців книг) за L'attentat
- 2005 Prix littéraire Beur FM Méditerranée за La Part du mort.
- 2004 Prix du Meilleur Polar Francophone за La Part du mort.
- 2003 Основний приз асоціації алжирської літератури Aslia (littéraires de l'Association des libraires algériens)
- 2002 Німецький приз кримінальних романів — 2. Місце за L'automne des chimères